# Bridgwater and West Somerset (circonscription britannique)
Circonscription parlementaire de la Chambre des communes
La circonscription de Bridgwater and West Somerset est une circonscription située dans le Somerset, représentée dans la Chambre des communes du Parlement britannique depuis 2010 par Ian Liddell-Grainger du Parti conservateur.

## Géographie
La circonscription comprend :
- La ville de Bridgwater, Minehead et Watchet
- Le village d'Edington
- Le parc national d'Exmoor

## Députés
Les Members of Parliament (MPs) de la circonscription sont :
| Législature                                                 | Années       | Député | Député               | Parti        |
| ----------------------------------------------------------- | ------------ | ------ | -------------------- | ------------ |
| Bridgwater and West Somerset issue de Bridgwater et Taunton |              |        |                      |              |
| 55e                                                         | 2010–2015    |        | Ian Liddell-Grainger | Conservateur |
| 56e                                                         | 2015–2017    |        | Ian Liddell-Grainger | Conservateur |
| 57e                                                         | 2017–2019    |        | Ian Liddell-Grainger | Conservateur |
| 58e                                                         | 2019–Présent |        | Ian Liddell-Grainger | Conservateur |